# Историография Отечественной войны 1812 года
Историография Отечественной войны 1812 года — совокупность исследований в исторической науке, посвящённых Отечественной войне 1812 года. Историография изучает как события Отечественной войны, их причины, ход и следствия, так и отображение этих событий в самой исторической науке, развитие в исторической науке понятий и представлений об Отечественной войне 1812 года.

## Российская историография Отечественной войны 1812 года

### Термин «Отечественная война» в российской историографии
Термин «отечественная война» (или «война отечественная») использовал во время заграничного похода в 1813 году в своих записках непосредственный участник этой войны Фёдор Николаевич Глинка. В 1814 году в Москве была опубликована его книга «Подвиги графа Михаила Андреевича Милорадовича в отечественную войну 1812 года, с присовокуплением некоторых писем от разных особ / Из записок Ф. Глинки». В 1815 году его записки в виде статьи под заглавием «Рассуждения о необходимости иметь Историю отечественной войны 1812 года» были опубликованы в московском журнале «Русский вестник», а в следующем году та же статья с некоторыми поправками была опубликована и в санкт-петербургском журнале «Сын отечества». В 1815—1816 годах отдельным изданием вышли его «Письма русского офицера о Польше, Австрийских владениях, Пруссии и Франции с подробным описанием похода россиян против французов, в 1805 и 1806, также отечественной и заграничной войны с 1812 по 1815 год» в восьми частях. Как синоним термина «отечественная война» Глинка употреблял также термин «народная война», то есть участие населения в боевых действиях.
Ориентируясь на границы периода, Давид Фельдман пришёл к выводу, что термин «отечественная война» использовался уже в 1812 году. В статье «Разговор войскового атамана графа Платова с донским генерал-лейтенантом Иловайским 5-м и генерал-майором Карповым», опубликованной в 1813 году в «Русском вестнике» подполковником А. Г. Краснокутским, состоявшем в то время при штабе казачьего корпуса, разговор полководцев начинался фразой: «Отечественная сия война возвысила славу нашего Донского войска!»
Авторы, публицистически использовавшие термин «отечественная война», не давали конкретно ему никаких пояснений, из чего по мнению Д. М. Фельдмана следует, что «в аспекте истории термина не так уж важно, кто „первым сказал“». Его фактически одновременно «придумали многие, почему и не требовались пояснения ни в 1813 году, ни позже». В санкт-петербургском альманахе «Полярная звезда» на 1823 год Александр Бестужев-Марлинский писал:
Это было и с нами в отечественную войну. Наполеон обрушился на нас — и все страсти, все выгоды пришли в волнение; взоры все обратились на поле битвы, где полсвета боролось с Россией, а целый свет ждал своей участи. Тогда слова „отечество“ и „слава“ электризовали каждого. Каждый листок, где было что-нибудь отечественное, перелетал из рук в руки с вдохновением.Бестужев-Марлинский А. А. Взгляд на русскую словесность в течение 1823 года.
Изначально термин употреблялся как противопоставление заграничному походу русской армии 1813–1814 годов. То есть отечественная война на своей территории — и война за пределами страны.
На научном уровне в историографию термин «Отечественная война» ввёл Александр Михайловский-Данилевский написанием в 1839 году четырёхтомной монографии «Описание Отечественной войны в 1812 году».
«Война 1812 года справедливо называется „Отечественной войной“», — писал секретарь Общества ревнителей военных знаний полковник Генерального штаба Александр Балтийский, — «… Все, от царя до последнего крестьянина, в величественном согласии, исполнили свой долг перед Родиной и оставили потомству достойнейший образец геройства, мужества и гражданского долга».
После Октябрьской революции 1917 года термин «Отечественная война» из-за идеологической конъюнктуры вышел из употребления. В 1920-е годы господствовала теория «историка номер один» Михаила Покровского, который изображал войну 1812 года как борьбу реакционной России и прогрессивной Наполеоновской Франции, носителя демократических начал, а там, где ему приходилось использовать термин «Отечественная война», заключал его, как отмечал Павел Жилин, «в пренебрежительные кавычки».
С середины 1930-х годов после постановлений ЦК ВКП(б) от 16 мая 1934 года «О преподавании гражданской истории в школах СССР» и СНК СССР от 26 января 1936 года «Об учебниках истории», осудивших схематизм и абстрактное социологизирование, которым тогда были подвержены многие советские историки, термин «Отечественная война» вновь начал использоваться в трудах историков. Первым после непродолжительного «забвенья» вновь начал применять в отношении войны 1812 года термин «Отечественная» был академик Евгений Тарле, использовав его в 1938 году.
В 1963 году историк Николай Троицкий подготовил для журнала «Вопросы истории» большую статью под названием «Не отступать от классовых позиций! (Против лакировки так называемой Отечественной войны 1812 года)», в которой с учётом положений марксистско-ленинской теории поднял вопрос о возможности существования отечественных войн в дооктябрьский период истории России. Автор статьи пришёл к выводу о том, что «понятие „Отечественная война“ к войне 1812 года неприложимо». По образному выражению самого автора указанной статьи, редакция журнала «отшатнулась» от его критических выводов.

### Дореволюционная российская историография
До начала XX века научное изучение истории Отечественной войны 1812 года традиционно проводились генералами и офицерами российской армии. Первые исторические описания были подготовлены непосредственными участниками военных действий Дмитрием Ахшарумовым, Я. Тихоновым, Петром Чуйкевичем и другими.
Проделанная военной историографией работа по изучению похода Наполеона в Россию в начале XX века в официальных военных кругах была признана неудовлетворительной. «Несмотря на то, что много писано по этой эпохе, нельзя удовлетвориться имеющимися сочинениями и признать их достаточно полными. Война 1812 года ещё ждёт своего историка», — отметил в своём верноподданнейшем отчёте за 1902 год командующий Московским военным округом великий князь Сергей Александрович.
Ценными источниками служат журналы, в которых с 1812 по 1860 год публиковались статьи об Отечественной войне 1812 года — «Русский вестник» Сергея Глинки, «Вестник Европы», «Сын Отечества», «Военный журнал», «Военный сборник».

### Советская историография
В советской историографии после Октябрьской революции интерес к периоду Отечественной войны 1812 года вплоть до 1937 года почти исчез, а большинство исследователей темы погибли, эмигрировали или более не публиковались. Серьёзные исследования событий 1812 года создавались исключительно в рамках изучения истории военного искусства преподавателями военных академий. На первых порах в советской исторической науке в отношении войны 1812 года господствовала точка зрения историка-марксиста, лидера советских историков того времени Михаила Покровского, согласно которой в наполеоновских войнах Россия участвовала исключительно в интересах помещиков и купцов. При этом крайне низко оценивалась роль народных масс в войне 1812 года, «патриотизм» которых, по его мнению, заключался в защите «своего очага от мародёров». Само нашествие Наполеона на Россию Покровский характеризовал как «акт необходимой самообороны». 
Следующий этап советской историографии был в весомой мере подвержен влиянию официальной идеологии. В этом отношении показательными являются работы Евгения Тарле («Наполеон» 1936 г., «Нашествие Наполеона на Россию» 1937 г.), выдержавшие множество переизданий со значительными изменениями смысловых акцентов и оценок конкретных персонажей и фактов. К примеру, в издании своей книги 1943 года он оценивает число потерь русской армии в Бородинском сражении в 58 000 человек, тогда как в брошюре годами позднее без объяснения причин меняет цифру на 42 тысячи.
В канун и после Великой Отечественной войны, до конца 1950-х годов, был издан ещё целый ряд специальных работ — книги М. С. Свечникова, Н. А. Левицкого, С. Н. Дурылина, П. А. Жилина, Л. Г. Бескровного, Н. Ф. Гарнича, Л. Н. Бычкова и др. Многие из них несли на себе печать конъюнктуры, порождённой культом личности Сталина. После того, как в 1947 году Иосиф Сталин заявил, что «наш гениальный полководец Кутузов... загубил Наполеона и его армию при помощи хорошо подготовленного контрнаступления», советская историография войны 1812 года стала концентрироваться исключительно вокруг личности Михаила Кутузова. Наиболее показательны в этом смысле книги П. А. Жилина и Л. Г. Бескровного. 

## Зарубежная историография Отечественной войны 1812 года
В зарубежной историографии термин «отечественная война 1812 года» используется только для цитирования русских источников или историографии. В своих работах зарубежные исследователи употребляют термин «русско-французская война» или «русский поход Наполеона».
Зарубежная историография по войне 1812 года характеризуется некоторыми общими чертами. Во-первых, оценка действий Наполеона в русском походе, как правило, напрямую зависит от политических симпатий и гражданской принадлежности автора исследования. Во-вторых, почти во всех работах зарубежных авторов наблюдается мифологизация образа великого полководца — феномен «легенды Наполеона». Особенно это проявляется в работах французских авторов, которые особое внимание уделяют русскому походу Наполеона: исследователи в своих работах пытаются осознать причины его сокрушительного поражения в России и, как правило, ищут их во внутреннем психологическом состоянии французского императора. В-третьих, интерес к наполеоновским войнам и русской компании, в частности, перманентен, но в отдельные временные моменты количество работ по данной проблеме резко увеличивается (конец XIX века, середина XX века и конец 2000-х годов).

## Дискуссионные вопросы в историографии Отечественной войны

### Последствия континентальной блокады и экономические причины войны
Согласно традиционным представлениям в российской науке, от последствий континентальной блокады, к которой Россия присоединилась по условиям Тильзитского мира 1807 года, страдали русские землевладельцы и купцы и, как следствие, государственные финансы России. Если до заключения Тильзитского договора (1801—1806) Россия вывозила ежегодно 2,2 млн четвертей хлеба, то после его заключения экспорт составил 600 тысяч четвертей (1807—1810). Сокращение вывоза привело к резкому падению цен на хлеб. Пуд хлеба, стоивший в 1804 году 40 копеек серебром, в 1810 году продавался за 22 копейки. В то же время ускорился вывоз золота в обмен на предметы роскоши, поставлявшиеся из Франции. Всё это привело к снижению стоимости рубля и обесценению русских бумажных денег. Русское правительство было вынуждено принять меры для защиты экономики страны. В 1810 году было введена свободная торговля с нейтральными странами (это позволило России торговать с Великобританией через посредников) и повысило таможенные ставки на ввозившиеся предметы роскоши и вина, то есть на предметы французского экспорта.
Однако ряд исследователей утверждает, что благосостояние основных податных сословий, в числе которых были купечество и крестьянство, не претерпело существенных изменений в период блокады. Об этом, в частности, можно судить по динамике недоимок по платежам в бюджет, которая показывает, что эти сословия даже нашли возможность выплачивать в рассматриваемый период повышенные налоги. Эти же авторы утверждают, что ограничение ввоза иностранных товаров стимулировало развитие отечественной промышленности. Анонимный современник тех событий так характеризует последствия этого вынужденного протекционизма: «Суконные фабрики никогда возникнуть не могли. Затрапезы, шёлковые материи, холст, полотна и прочие ткани, которые едва стали размножаться, как и подавлены английским рукоделием. С трудом начали оправляться по пресечении с ними торга. Ситцевые и набойчатые фабрики ту же имели участь». Кроме того, товары, получение которых было затруднено блокадой Англии, не были предметами первой необходимости: сахар и кофе не вошли ещё в широкое употребление, соль, которая так же часто указывается среди недостающих товаров, в избытке производилась в самой России и завозилась из-за границы лишь в прибалтийские губернии. Снижение таможенных сборов, наблюдавшееся в период блокады, не имело большого влияния на отечественный бюджет, поскольку пошлины не являлись его существенной статьёй, и даже в момент достижения своей максимальной величины в 1803 году, когда они составили 13,1 млн руб., на их долю приходилось всего 12,9 % доходов бюджета. Поэтому, согласно этой точке зрения, континентальная блокада Англии была для Александра I только поводом к разрыву отношений с Францией.

### Тезис о народном характере войны
Как пишет современный британский учёный Доминик Ливен, народная война была не только стихийной, но и идеологически обоснованной «сверху» (причём ещё до начала войны). По мнению историка Вадима Парсамова, имело место конструирование идеи о «народной войне», которое началось ещё в 1812 году и было продолжено российской, а затем и советской историографией[значимость факта?].